# Ejército de los Emiratos Árabes Unidos

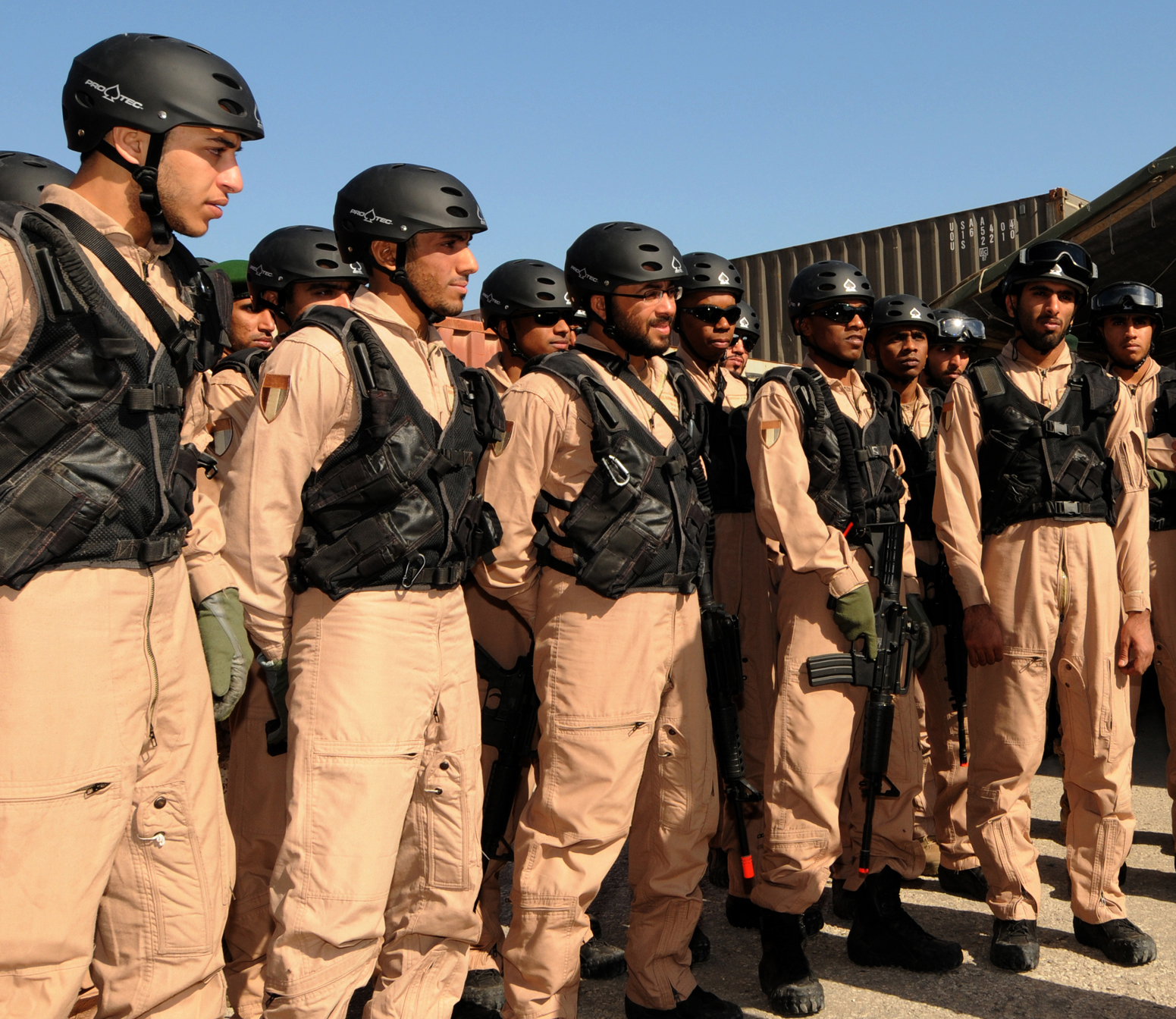
Soldados de UAE.

Como parte de las Fuerzas Armadas de los Emiratos Árabes Unidos, el Ejército de los Emiratos Árabes Unidos es el responsable de las operaciones terrestres.

## Historia
En 1971, la Tregua Scouts de Omán se cambió el nombre de la Fuerza de Defensa de la Únion (F.D.U.) en la formación de los Emiratos Árabes Unidos (E.A.U.) consistía de 2.500 efectivos militares regulares. En mayo de 1976 la Unión de Defensa de la Fuerza unificó sus fuerzas militares de los distintos estados de los Emiratos Árabes Unidos, y luego ellos perdieron la identidad individual de su unidad.
En 1975 había 3 250 personal militares regulares organizados en seis escuadrones móviles, un destacamento aéreo con siete helicópteros, y estaba equipado con tanques ligeros Scorpion, coches blindados Ferret, Land Rover, ocho morteros de 81 mm, y dos dhows.

## Desplieges de la FDU
La Fuerza de Defensa de la Unión fueron utilizados en dos ocasiones en el Emirato de Sharjah.

## Intento de golpe de Sharjah
El exgobernante, el jeque Saqr bin Sultan (que gobernó desde el 1951 hasta cuando fue depuesto por los británicos en 1965), atacó y tomó el palacio. Khalid Sheikh Mohammed bin El Eassim, gobernante desde 1965, fue asesinado junto a uno de sus guardaespaldas en el proceso. El palacio fue rodeado por soldados de Sharjah y las tropas de la Fuerza de Defensa de la Unión. Varios soldados de la FDU resultaron heridos, incluyendo un capitán británico, antes de que los rebeldes se rindieron a la mañana siguiente. Sheikh Saqr fue exiliado entonces.

## Sharjah-Fujairah, la guerra fronteriza
En febrero de 1972, después de una breve guerra fronteriza entre las tribus beduinas armadas tanto del Emirato de Sharjah como del Emirato de Fujairah, en un área en disputa de la tierra que cubrió un cuarto de acre e incluye pozos de agua y palmeras datileras. 22 personas murieron y otras 12 resultaron heridas antes de que las tropas de EAU fueron capaces de imponer un alto el fuego.

## Guerra del Golfo Pérsico
Durante la Guerra del Golfo estiwar, las tropas de los Emiratos Árabes Unidos, según informes de varios cientos, participaron en el conflicto como parte de la fuerza de CCG Península Shield que avanzaron hacia la ciudad de Kuwait. Los aviones estadounidenses bombardearon las posiciones iraquíes desde los Emiratos Árabes Unidos, y buques de los Estados Unidos operaban desde los puertos Emiratos Árabes Unidos. La Fuerza Aérea de los Emiratos Árabes Unidos también llevó a cabo ataques contra las fuerzas iraquíes. Un total de seis muertes en combate de los Emiratos Árabes Unidos se reportaron como resultado de los combates.

## Equipamiento del Ejército
MBT
- Leclerc - 388
- AMX-30S - 45
- OF-40 Mk.2 - 36

Tanques Ligeros
- FV101 Scorpion - 76

APC Orugas
- AMX-10P - 18
- AMX-VCI - 11
- FNSS AIFV - 133
- BMP-3 - 598

- 135 son actualizados para BMP-3M

APC sobre ruedas
- EE-11 Urutu - 120
- Panhard AML - 50
- Panhard M3 - 370

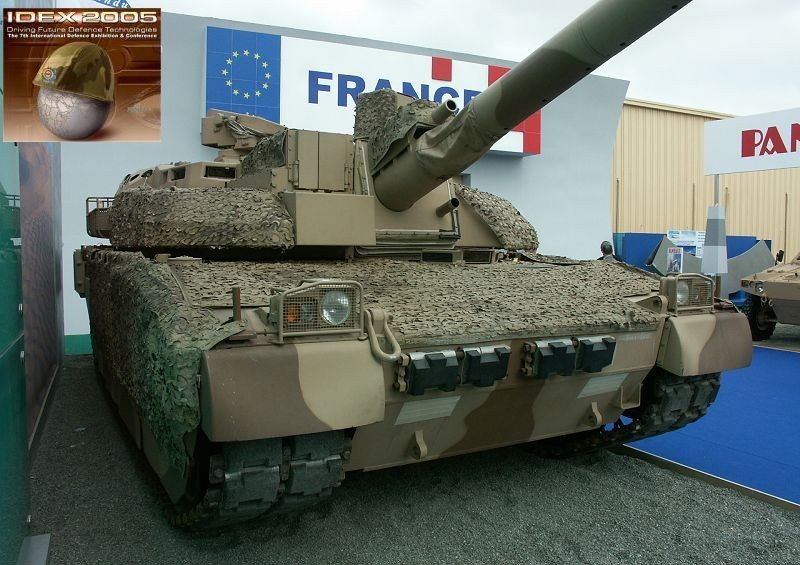
Leclerc usado por las fuerzas del Ejército de los Emiratos Árabes Unidos.

- Ferret armoured car - 30
- Alvis Saracen - 30
- Alvis Saladin - 90
- BTR-3 - 90 (Marinos)

Artillería
- G6 SPG - 72
- M109 A3 SPG - 87
- AMX-13 Mk F3 SPG - 18
- BM-21 Grad MLRS - 48
- BM-30 MLRS - 6
- L118 105mm Light Gun - 55

Artillería Antiaérea
- Bofors 40 mm gun
- Rapier towed SPAAM
- Panhard M3-VDA w/ Dual 20mm Cannon - 42

La fábrica finlandés Patria ha anunciado la venta de vehículos 8x8 AMV a los Emiratos Árabes Unidos. El tamaño de lo pedido y la entrega no se han hecho públicos.